# Kvasýliv
Kvasýliv (ucraniano: Кваси́лів; polaco: Kwasiłów) es un asentamiento de tipo urbano de Ucrania, constituido administrativamente como una pedanía de la ciudad de Rivne, en el raión de Rivne de la óblast de Rivne.
En 2022, el asentamiento tenía una población de 9344 habitantes.
Se ubica a medio camino entre las ciudades de Rivne y Zdolbúniv, sobre la carretera T1801.

## Historia
Se conoce la existencia del pueblo en documentos desde 1445. El asentamiento medieval original fue destruido en 1496 por los tártaros de Crimea que atacaron Volinia, pero el pueblo fue rápidamente reconstruido en los años siguientes. En 1869 comenzó a aumentar la población al ser uno de los lugares de asentamiento de los checos de Volinia, que establecieron aquí el principal centro de producción y procesamiento de lúpulo de todo el Imperio ruso. Desde 1871 pasó por aquí el ferrocarril de Kiev a Brest, pero no se construyó una estación hasta 1923. Entre 1927 y 1939 se estableció aquí uno de los consulados de Checoslovaquia en la Segunda República Polaca. Tras ser anexionada la zona en 1939 por la RSS de Ucrania, la represión soviética contra los checos hizo que la mayoría emigrara a sus tierras de origen familiar a partir de 1947, por lo que el pueblo tuvo que ser repoblado por ucranianos. En 1959 adoptó el estatus de asentamiento de tipo urbano. Hasta la reforma de 2020 formaba por sí solo un ayuntamiento en el raión de Rivne.